# Constantinois
Le Constantinois est une région historique et culturelle, située au Nord-Est de l'Algérie. Elle correspond historiquement au royaume de Numidie orientale (ou royaume massyle), à la province de Numidie à l'époque romaine, au Beylik de l'Est à l'époque ottomane et au département de Constantine à l'époque française. Elle n'a plus d'existence administrative depuis l'indépendance de l'Algérie, où les régions administratives n'existent pas. 
Le Constantinois comprend la Kabylie Orientale et la vallée du Seybouse au Nord, les Hauts Plateaux au centre, et les Aurès au Sud. La capitale historique de la région, depuis l'époque numide, est Constantine. D'autres villes y ont joué un rôle important, notamment Annaba et Sétif. 

## Géographie
Le Constantinois est une région en grande partie montagneuse. C'est même la région la plus montagneuse d'Algérie, elle est découpée en vastes lanières allongées d'ouest en est.
Au Nord de la région, se trouve la Kabylie des Babors puis la Kabylie de Collo, la chaîne Numidique plus à l'est les monts d'Edough à Annaba et les Monts de Constantine, parfois coupés de bassins et de plaines dans les Hauts Plateaux. Enfin, le sud Constantinois se compose des monts de l'Aurès, du Hodna et du Nememcha. Le dernier ensemble le plus méridional appartient au domaine du Sahara.
Elle correspond approximativement aux wilayas suivantes : Jijel, Skikda, Mila, Annaba, Souk Ahras, Sétif, Batna, Tébessa, Khenchela, Guelma, Oum El Bouaghi et Constantine, ainsi que la wilaya d'El Tarf. Elle est approximativement limitée à l'Ouest par Bordj Bou Arreridj et Bejaia et à l'Est par la frontière tunisienne ainsi qu'au sud jusqu'au monts de Tébessa et des Aurès.
La population totale des 13 wilayas citées ci-dessus était de 11 759 437 habitants en 2018-2021, soit environ un quart de la population algérienne. 
Il faut toutefois noter qu'il n'existe pas de définition géographique précise du Constantinois. La ville de Béjaia y est parfois incluse et parfois non; de même pour les Aurès ou l'extrême-Est (Souk Ahras, Annaba..). Certaines définitions restrictives voient le Constantinois comme étant simplement le Nord-Constantinois, c'est-à-dire la ville de Constantine et les régions situées à son nord, jusqu'à Skikda et Jijel. 

## Principales agglomérations
D'après la source ANIREF la région compte quatre agglomérations de plus de 300 000 habitants : Constantine, Annaba, Sétif et Batna, constituant chacune un pôle d'attractivité dans son territoire respectif. 
- L'agglomération de Constantine regroupe les communes de Constantine (506 034 habitants), El Khroub (364 648 habitants), Hamma Bouziane (107 237) et Didouche Mourad (59 402), pour une population totale de 1 037 321 habitants en 2018. Si la commune de Constantine stricto-sensu a une population stable depuis les années 1980 (443 727 habitants en 1987 déjà), la croissance démographique de l'agglomération se fait via les communes limitrophes, notamment El Khroub, qui inclut la ville nouvelle Ali Menjeli et la ville nouvelle Massinissa, et dont la population est passée dans le même intervalle de 42 261 habitants en 1987 à 364 648 habitants en 2018.

- L'agglomération d'Annaba regroupe les communes d'Annaba (268 697 habitants), El Bouni (142 488 habitants), El Hadjar (41 603 habitants) et Sidi Amar (96 742 habitants), pour une population totale de 549 530 habitants en 2018.

- L'agglomération de Sétif, constituée de la seule commune de Sétif, dont la population en 2021 était de 400 574 habitants. Sétif est la deuxième ville et la troisième agglomération de l'Est algérien.

- L'agglomération de Batna, constituée de la commune de Batna (339 160 habitants) et de Oued Chaaba (13 130 habitants), soit une population de 352 290 habitants en 2017. Batna est ainsi la quatrième agglomération de l'Est algérien.

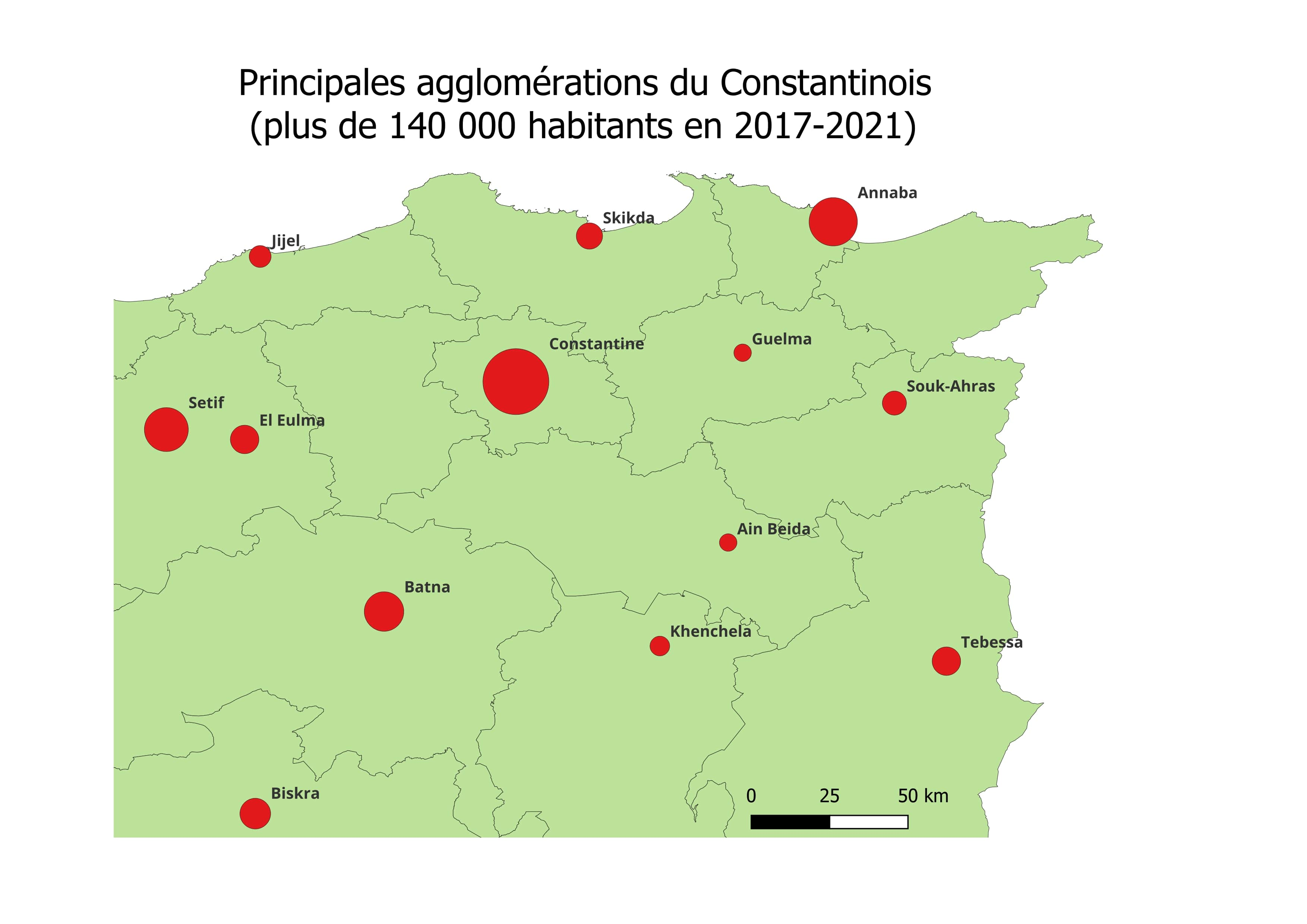

## Culture

### Musique
Il existe plusieurs styles de musiques traditionnelles dans le Constantinois. Le patrimoine musical citadin repose sur deux répertoires principaux, le classique appelé malouf et le populaire qui compte les formes suivantes : le mahjouz, le hawzi, le aroubi et la qadriya, ainsi que le répertoire féminin des fkirettes.
On atteste également la musique chaouie avec comme instruments principaux la gasba et le bendir, surtout dans les Aurès, néanmoins ce style est très populaire dans tout le Constantinois et l'Est Algérien, la musique staifi originaire de Sétif ainsi que son chant traditionnel le sraoui et enfin la musique kabyle.

### Gastronomie
La cuisine du Constantinois est très riche et très variée. On retrouve la chakhchoukha plat à base de galettes fines cuites et émiettées puis arrosée d’une sauce piquante, la berboucha qui est un couscous à l’agneau propre à la ville de Sétif, la chorba frik (Soupe au blé concassée et épicée) consommée dans tout le Constantinois. Dans les villes côtières telle que Jijel et Skikda le poisson est mis en avant notamment avec le seksu bel hout, qui est un couscous d’orge au poisson très populaire à Jijel.

## Populations et langues
En raison de sa localisation le Constantinois abrite plusieurs populations issues de différentes ethnies et de ce fait la région connaît une vraie mosaïque de cultures et de traditions.
Dans la partie orientale de la wilaya de Béjaia, le Nord de celle de Sétif et l’ouest de celle de Jijel, région montagneuse des Babors, habitent les populations Kabyles et parlent le Tasahlite, une variante de la langue Kabyle.
Plus à l’Est dans les wilayas de Jijel, Skikda et dans le nord de Mila, vivent les Kabyles hadra, peuple de montagnards d’origine Berbères Kutamas, parlant le dialecte Djidjélien et plus généralement des parlers pré hilaliens.
Près de la frontière algero-tunisienne, dans les wilayas de Annaba, El Tarf, Guelma et Souk Ahras sont présents les dialectes de l’extrême Est, proche du Tunisien.
Enfin le Berbère Chaoui, langue des Chaouis est parlé principalement dans les wilayas de Batna, Oum el Bouaghi, Kenchela, Tebessa, au Nord de Biskra et dans l’extrême sud de celles de Sétif et Mila. Notons aussi la présence d’une forte communauté Chaoui arabophone, dans les régions d’Annaba et de Constantine.